# Рудники (Стрийський район)
Рудники — село в Україні, у Стрийському районі Львівської області. Населення становить 3197 осіб. Орган місцевого самоврядування — Миколаївська міська рада.

## Розташування
Село Рудники віддалене від центру громади на 16 км. Добре налагоджений транспортний зв'язок з допомогою автобусів та залізниці, що проходить біля східної границі села. Через село проходить автодорога Львів — Дрогобич. Межею села на заході є р. Нежухівка. Через середину села протікає річка Перекип. На півночі село межує з с. Устя, а на сході з с. Пісочна. Місцевість має рівнинний характер, лише на заході зустрічаються обриви, які закінчуються рівниною. На півдні села розташований ліс, що зветься Селищі. В північній частині села знаходяться рибні стави, викопані на місці колишнього лісу.

## Історія
Село Рудники належить до старовинних поселень. Про це свідчать знайдені в землі кам'яні сокири. Ці первісні знаряддя праці добре відшліфовані, однакової форми і подібні до тих, що зустрічаються біля Карпат. Крім сокир, знайдено фігурки з кременю, що мають вигляд людей.
У податковому реєстрі 1515 року в селі документується оренда 3 ланів (близько 75 га) оброблюваної землі Фетком і по 2 лани орендували Костко і Лопатка.
Село Рудники засноване у XVII столітті. На теперішній території села в той час були три села: Голодівка, Селищі, Кирнички. Нині цими назвами називають поля. На території села був монастир, який наприкінці XVIII століття був закритий, а землі передані поміщикові Свіжавському. Цей поміщик з'єднав всі три села в одне і назвав Рудники.
Назву села дав металургійний комплекс, котрий з перервами функціонував від IV століття до часів входження хорватських земель наприкінці X століття. Згодом поселення неодноразово відроджувалося: у XI—XII та від XVI століття. Комплекс в Рудниках досліджував В. М. Цигилик. Знайдені житла, господарські споруди, 10 горнів по виплавці заліза (VIII—X ст.).
Ще з давніх часів на прилеглих до населеного пункту землях були такі хутори, як: Ріка, Перекіпець, Гостинець.
Під впливом революційних подій, що відбувалися 1848—1849 років в Австрійській імперії, селяни Рудників часто виступали проти поміщика Полянського. Панщина в селі була скасована у 1848 році. В честь того селяни зібрали всі ручні знаряддя праці, закопали за селом, поставили пам'ятник, який назвали «Пам'ятник свободи».
Після скасування кріпосного права в селі відбулися великі зміни. Поміщиця-вдова, виїжджаючи з села, задумала продати землю. Неписьменні люди, щоб узаконити акт купівлі земель, звернулися до адвоката Полянського. Полянський обдурив селян і закупив усю землю сам.
Під час першої світової війни більша частина села згоріла. По війні власник села виїхав, а наступником став його син Володимир Полянський.
Під час першої світової війни до села, за переказами старожилів, прийшло військо, до тих пір небачене. Це були січові стрільці. В Рудниках стояв похідний курінь вишколу підстаршин. Стрільці розмістилися на постій в скромних хатах. У лавах УГА було близько 100 жителів з села.

## Населення

### Мова
Розподіл населення за рідною мовою за даними перепису 2001 року:
| Мова            | Кількість | Відсоток |
| --------------- | --------- | -------- |
| українська      | 3178      | 99.41%   |
| російська       | 15        | 0.47%    |
| угорська        | 1         | 0.03%    |
| циганська       | 1         | 0.03%    |
| інші/не вказали | 2         | 0.06%    |
| Усього          | 3197      | 100%     |

## Церква
В центрі села, близько 135 років тому, збудовано храм Святого Архистратига Михаїла.
Храм був збудований у 1885 р. на найвищому пагорбі села. 
Сьогодні це той же храм Архистратига Михаїла, Стрийська єпархія, Рудниківський деканат, УГКЦ.
В храмі знаходяться мощі блаженних Олімпії та Лаврентії. Лаврентія Гарасимів є родом з села Рудники.

## Пам'ятки
- Поселення черняхівської і ранньослов'янської культури[d] (III—IV ст., VI—VII ст.);
- Залізодобувний центр[d] (X—XI ст.);
- пам'ятник «Борцям за волю України»[d] (скульптор Петро Дзиндра, архітектор Олександр Ярема, 1990), вул. Шкільна;
- Пам'ятник Тарасові Шевченку[d] (1965), вул. Шкільна;
- пам'ятник воїнам УГА.
- пам'ятний знак воїнам, які загинули під час німецько-радянської війни (скульптор Аїда Охріменко)
- пам'ятник дружині цісаря Австро-Угорщини Йосифа I - Єлизаветі Баварській (Сісі), поставлений 1898 р. паном Теодозієм Полянським[5]

## Відомі люди

### Народилися
- Лаврентія Гарасимів (1911—1952) — черниця греко-католичка, репресована радянською владою. Відбувала заслання у Томській області Росії. Зарахована до лику блаженних 2001 року папою Іваном Павлом ІІ.
- Степан Герилів (нар. 1954) — український письменник, волонтер.
- Давидяк Василь Степанович — священик УГКЦ, посол австрійського Райхсрату.
- Данилів Дем'ян Петрович (1997—2021) — старший солдат Збройних сил України, учасник російсько-української війни.
- Кончаківський Микола Семенович — вояк боївки СБ Дрогобицького надрайонного проводу ОУН, довголітній політв'язень радянських тюрем, дисидент.
- Зіновій Лавришин (1943—2017) — український композитор, піаніст, диригент.
- о. Михайло-Матей Гаврилів - ієромонах УГКЦ, який активно діяв на території Галичини, як підпільний священник УГКЦ.[6]

### Навчалися
- В місцевій школі навчався Іванус Михайло — діяч ОУН, надрайонний референт СБ ОУН, в.о. окружного референта СБ ОУН Городоччини.